# Yūji Ōkuma
Yūji Ōkuma (jap. 大熊 裕司, Ōkuma Yūji; * 19. Januar 1969 in Urawa, Präfektur Saitama) ist ein ehemaliger japanischer Fußballspieler und -trainer.

## Karriere

### Spieler
Ōkuma lernte das Fußballspielen in der Schulmannschaft der Bunan High School und in der Universitätsmannschaft der Chūō-Universität. Seinen ersten Vertrag unterschrieb er 1991 bei Hitachi (heute Kashiwa Reysol). Der Verein spielte in der höchsten Liga des Landes, der Japan Soccer League. Er absolvierte 92 Spiele für den Verein. 1996 wechselte er zum Ligakonkurrenten Kyōto Purple Sanga, für den er 50 Erstligaspiele bestritt. 1998 wechselte er erneut zu einem Ligakonkurrenten, Avispa Fukuoka, für den er 21 Erstligaspiele absolvierte. Ende 1998 beendete er seine Fußballkarriere.